# 斯塔尼利亞
49°16′44″N 23°32′48″E / 49.27889°N 23.54667°E
斯塔尼利亞（烏克蘭語：Станиля），是烏克蘭的村落，位於該國西部利沃夫州，由德羅霍貝奇區負責管轄，始建於1610年，面積1.7平方公里，2001年人口978，人口密度每平方公里549.75人。